# Rob Letterman
Robert Thomas "Rob" Letterman, född 31 oktober 1970 i Honolulu på Hawaii, är en amerikansk filmregissör och manusförfattare. Hans mest noterbara verk inkluderar Hajar som hajar, Monsters vs Aliens, Gullivers resor, Goosebumps, och Pokémon: Detective Pikachu. Han är också, tillsammans med Nicholas Stoller, skapare av den kommande skräckkomediserien Goosebumps, som har premiär på Disney+ och Hulu den 13 oktober 2023.

## Filmografi (i urval)

### Film
- 2004 – Hajar som hajar
- 2009 – Monsters vs Aliens
- 2010 – Gullivers resor
- 2015 – Goosebumps
- 2019 – Pokémon: Detective Pikachu

### TV
- 2023 – Goosebumps (TV-serie)